# Athetis oculatissima
Athetis oculatissima är en fjärilsart som beskrevs av Emilio Berio 1955. Athetis oculatissima ingår i släktet Athetis och familjen nattflyn. Inga underarter finns listade i Catalogue of Life.